# Bad Bertrich

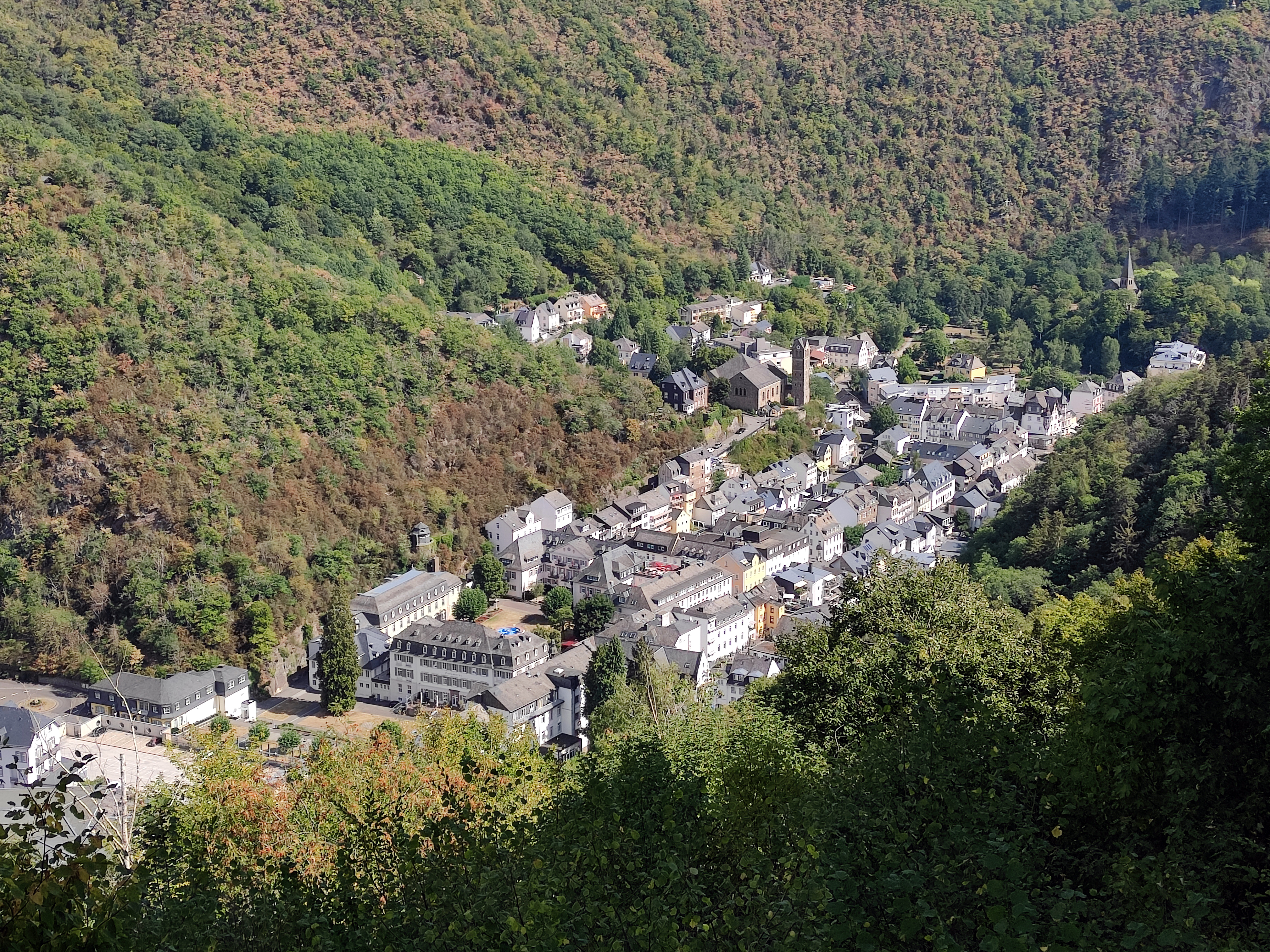
Bad Bertrich von Südwesten

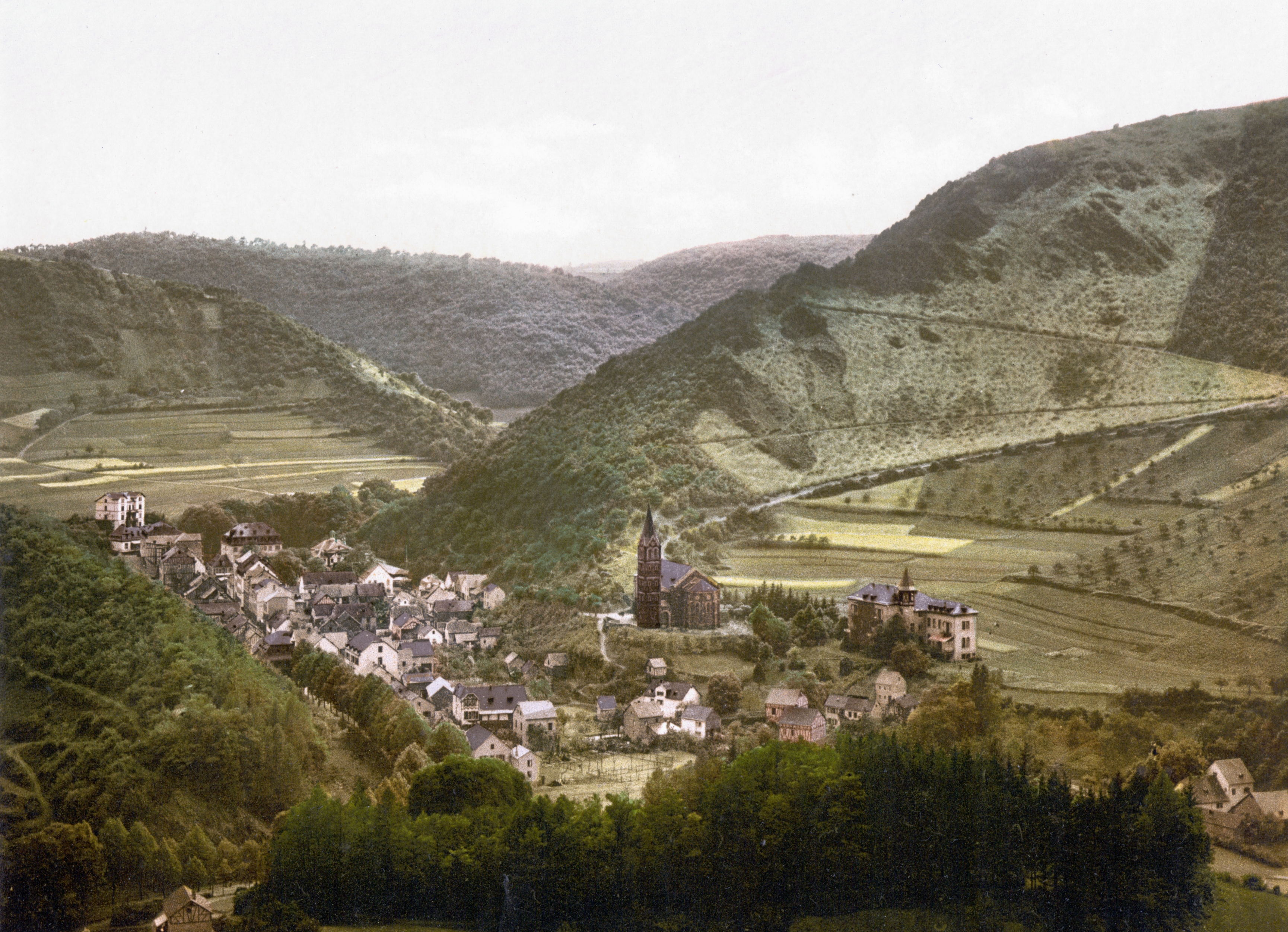
Bad Bertrich um 1900

Bad Bertrich ist ein Staatsbad und Kurort in der Eifel und gehört zum Landkreis Cochem-Zell in Rheinland-Pfalz. Die Ortsgemeinde gehört der Verbandsgemeinde Ulmen an.

## Geographie
Bad Bertrich liegt im Üßbachtal in der südlichen Vulkaneifel, nahe der Mosel.
Die Gemeinde Bad Bertrich besteht aus den Ortsteilen Bad Bertrich mit den Wohnplätzen Marienhöhe und Sonnenhof sowie Kennfus mit dem Wohnplatz Lucienhof. Sie grenzt (im Uhrzeigersinn) an die Ortsgemeinden Lutzerath, Kliding, Beuren, Bengel und Hontheim.
Ab Ende der 1960er Jahre plante RWE das große Pumpspeicherwerk Bremm. Die Staumauer für dessen sechs Kilometer langen Obersee wäre nicht weit von Bad Bertrich entfernt im unmittelbar nördlich gelegenen Tal des Erdenbaches entstanden, der im Üßbach mündet.

## Geschichte
Schon unter den römischen Kaisern Valentinian II. und Gratian wurden in Bertriacum prächtige Badegebäude erbaut. Die älteste urkundliche Erwähnung datiert aus dem Jahr 1097; es handelt sich um eine Besitzurkunde Erzbischof Egilberts von Trier. 1476 wurde der Ort kurtrierisches Staatsbad. Clemens Wenzeslaus von Sachsen, der letzte Kurfürst von Trier, ließ hier 1785 bis 1787 das Kurfürstliche Schlösschen erbauen und nutzte es als Sommer- und Jagdresidenz. Ab 1794 stand Bad Bertrich unter französischer Herrschaft. 1815 wurde der Ort auf dem Wiener Kongress dem Königreich Preußen zugeordnet und wurde preußisches Staatsbad.
Zur Zeit des Nationalsozialismus wurden die Kuranlagen von Bad Bertrich nach Planung und unter Bauleitung des Architekten Otto Hodler neu gestaltet.
Seit 1946 ist Bad Bertrich Teil des damals neu gegründeten Landes Rheinland-Pfalz. Am 1. Januar 1975 wurde die bis dahin selbstständige Gemeinde Kennfus nach Bad Bertrich eingemeindet.

## Politik

### Gemeinderat
Der Gemeinderat in Bad Bertrich besteht aus sechzehn Ratsmitgliedern, die bei der Kommunalwahl 2024 in einer personalisierten Verhältniswahl gewählt wurden, und dem Vorsitzenden. Die Ratssitze verteilen sich auf drei Wählergruppen.

### Bürgermeister
Christian Arnold (parteilos) wurde am 25. Juni 2019 Ortsbürgermeister von Bad Bertrich. Bei der Direktwahl am 26. Mai 2019 war er mit einem Stimmenanteil von 63,22 % für fünf Jahre gewählt worden. Bei der Direktwahl am 9. Juni 2024 wurde Arnold mit 75,3 % der Stimmen gegen einen weiteren unabhängigen Kandidaten in seinem Amt bestätigt.
Arnolds Vorgängerin Beatrix Lauxen war 2019 nach zwei Amtsperioden nicht erneut angetreten.

## Kultur und Sehenswürdigkeiten

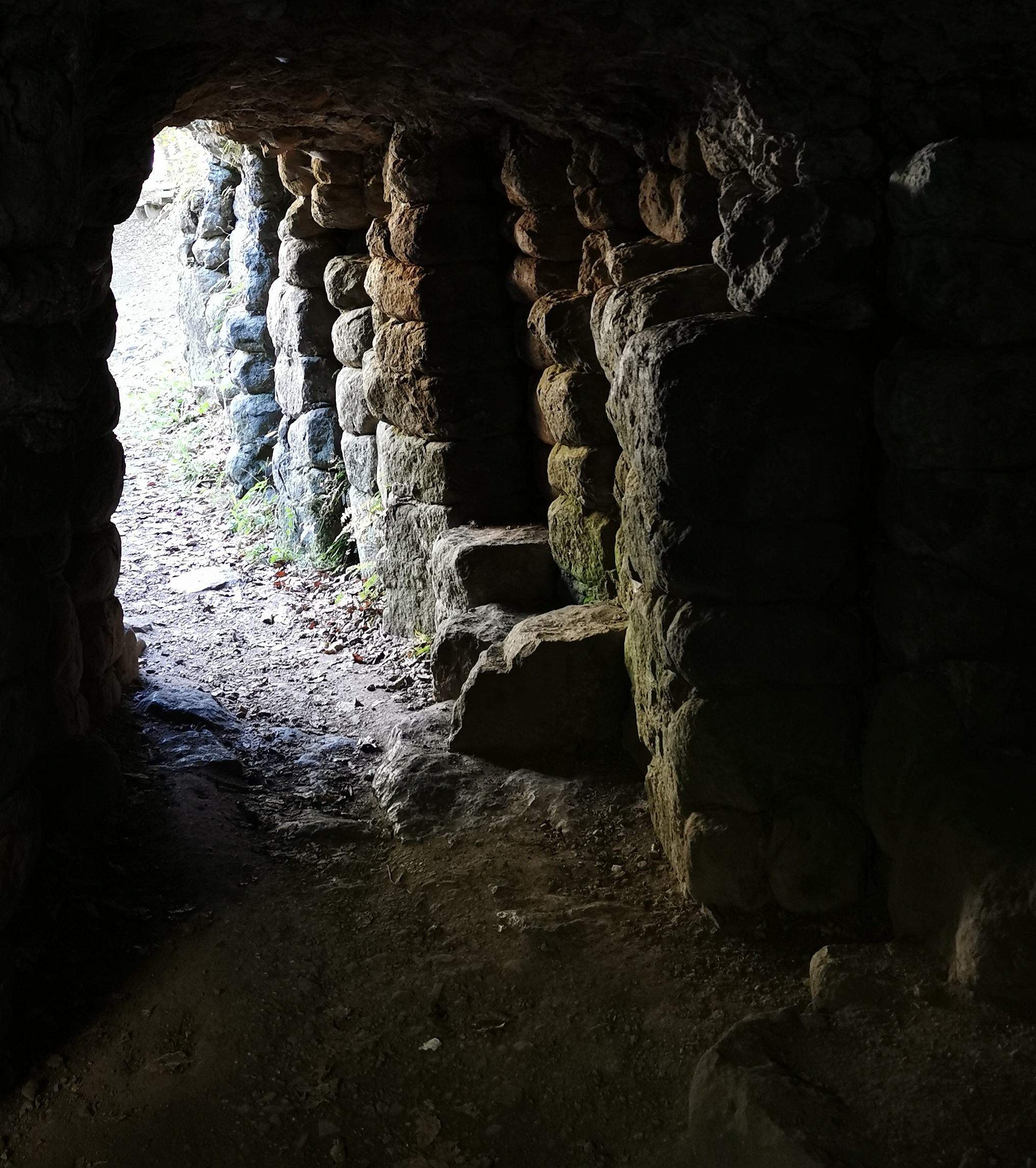
Käse-Grotte

Im Juni/Juli 2007 fand das neu gegründete Festival Eifel-Kulturtage in Bad Bertrich und im Kloster Himmerod statt. Geleitet wird die Veranstaltungsreihe mit über 90 Künstlern von Rainer Laupichler.

### Bauwerke und Einrichtungen
- Evangelische Philipp Melanchthon-Kirche
- Katholische Kirche St. Peter
- Kurfürstliches Schlösschen mit anliegendem Kavaliershaus, diente dem Trierer Kurfürsten Clemens Wenzeslaus als Sommerresidenz
- Bismarckturm, ein 1910 fertiggestellter 14 m hoher Aussichtsturm, der ca. 500 m östlich des Ortes auf der Hohelay steht[9]
- Hohenzollernturm, ein kleiner gusseiserner Aussichtspavillon auf dem nordöstlich gelegenen Krahlberg
- Vulkaneifel-Therme
- Römerkessel, der 2012 eröffnete erste Landschaftstherapeutische Park in Europa[10]

Siehe auch:
- Liste der Kulturdenkmäler in Bad Bertrich
- Liste der Naturdenkmale in Bad Bertrich
- Liste der Stolpersteine in Bad Bertrich

## Wirtschaft und Infrastruktur

### Heilquelle Bergquelle

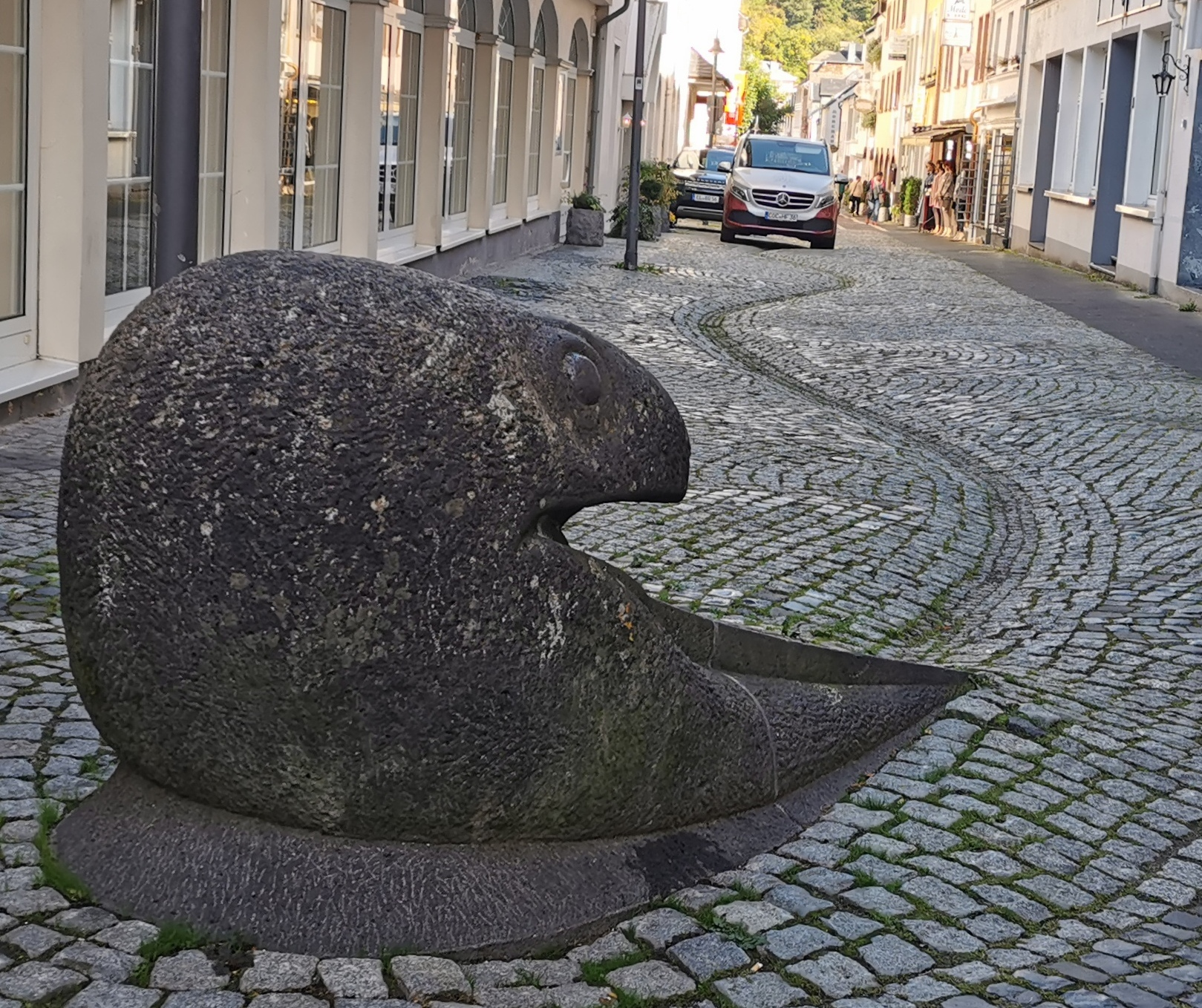
Brunnen mit dem Schlangenkopf aus dem Äskulapstab

Die Bergquelle ist eine äußerst stabile Heilquelle in Bezug auf Schüttung und Zusammensetzung der Inhaltsstoffe. Es ist eine Glaubersalztherme (Natrium-Sulfat-Hydrogenkarbonat-Therme).

### Heilbad
Diese Heilquelle ist die Grundlage der Entwicklung des Ortes zum Kurort. Das gesundheitstouristische Angebot in Bad Bertrich ist ein bedeutender Wirtschaftsfaktor in der Region, die auch unter der Bezeichnung „Gesundland Vulkaneifel“ vermarktet wird.

## Persönlichkeiten

### In Bad Bertrich geboren
- Ottmar Dillenburg (* 1961), katholischer Priester, Generalpräses des Internationalen Kolpingwerks

### Mit Bad Bertrich verbunden
- Josef Neunzig (1904–1965), im Nationalsozialismus verfolgter katholischer Priester
- Günter Eichberg (1946–2018), Unternehmensberater und Fußballfunktionär, Präsident des FC Schalke 04 1989–1993, 2004–2009 Ortsbürgermeister von Bad Bertrich.

## Sonstiges

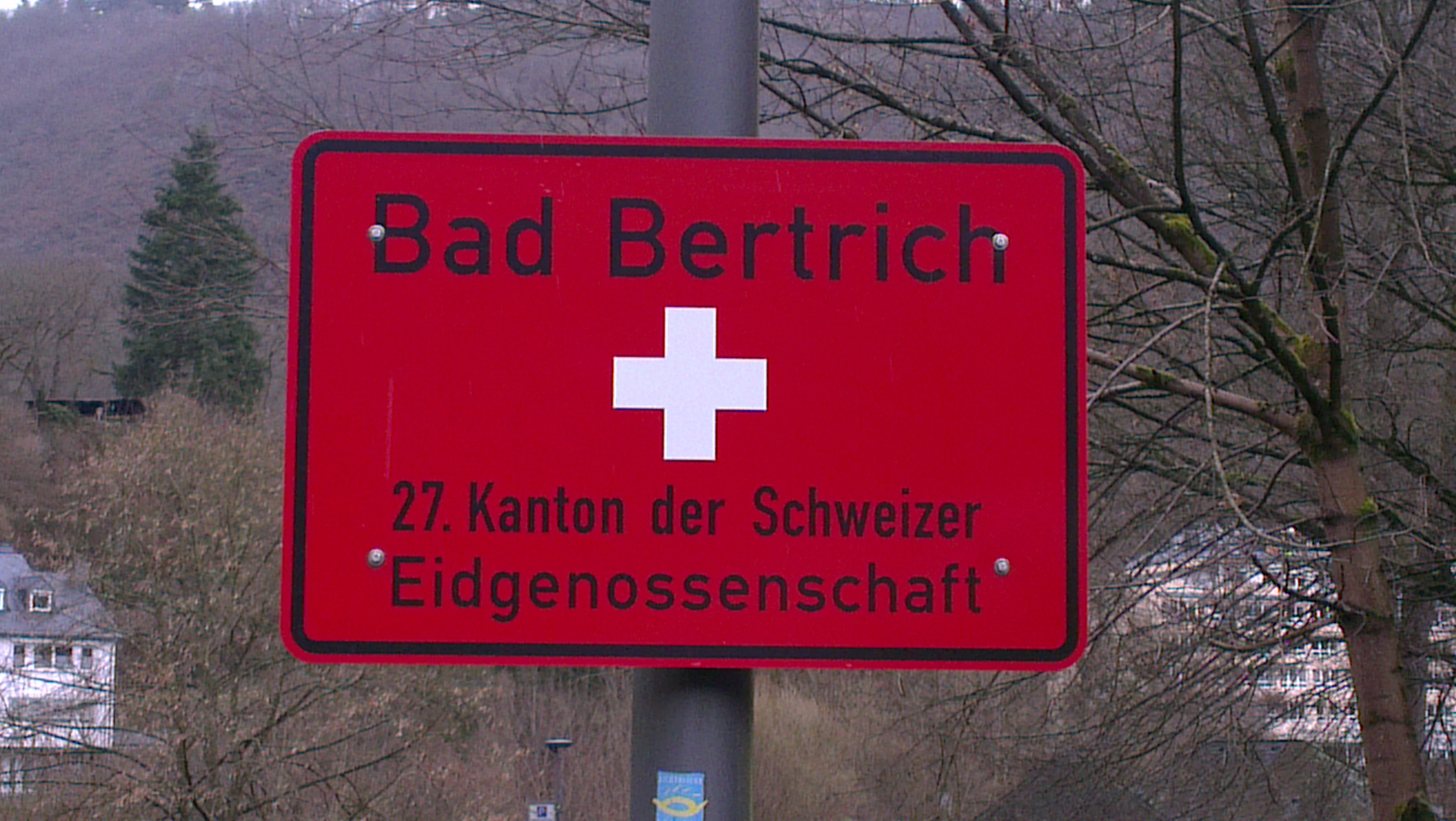
Schild am Ortseingang in Bad Bertrich

Bei der Fußball-Weltmeisterschaft 2006 diente Bad Bertrich der Schweizer Nationalmannschaft als Trainingslager. Die Schweizer Mannschaft logierte im 5-Sterne-Hotel „Häcker’s Kurhotel Fürstenhof“. Möglich machte dies der damalige Ortsbürgermeister Günter Eichberg.